# 西图伦机场
西图伦机场（或音译为“巴伦图伦机场”）是一座位于蒙古国西北部地区乌布苏省城镇西图伦的机场。机场拥有一条方向为01/19，长度为2,200米 × 50米（7,218英尺 × 164英尺）的草地跑道。西图伦机场是一座军用非全天候机场，无定期的民用航班起降。